# マリア・アンナ・カロリーナ・ディ・サッソニア
マリア・アンナ・カロリーナ・ディ・サッソニア（イタリア語：Maria Anna Carolina di Sassonia, ドイツ語：Maria Anna von Sachsen, 1799年11月15日 - 1832年3月24日）は、トスカーナ大公レオポルド2世の最初の妃。

## 生涯
ザクセン王太子マクシミリアンと妃のパルマ公女カロリーナの三女として、ドレスデンで生まれた。 
1817年11月、フィレンツェで大公子レオポルドと結婚。1821年、実の姉にあたるマリア・フェルディナンデが、大公フェルディナンド3世の後添えとなった。
レオポルドとの間に3女をもうけた。
- カロリーナ・アウグスタ（1822年 - 1841年）
- アウグスタ・フェルディナンダ（1825年 - 1864年）
- マリア・マッシミリアーナ（1827年 - 1834年）

マリア・アンナは国民に愛され、夫レオポルドとの夫婦仲は良かったが、男子に恵まれなかった。男子を生めない悩みが健康の悪化と結びつき、医師たちによって転地療養を勧められた。マリア・アンナは気候の温暖なピサへ1832年に移り住んだ。しかし容態は良くならず、離れて暮らす夫と娘たちを案じながら、3月24日に死去した。
レオポルド2世は妻の死を深く悲しみ、3月28日に遺体をフィレンツェへ移して葬儀を行った。マリア・アンナはサン・ロレンツォ聖堂へ埋葬された。
| マリア・アンナ・カロリーナ・ディ・サッソニア ヴェッティン家 1799年11月15日 - 1832年3月24日 |                                                |                                                             |
| 王室の称号                                                                                 |                                                |                                                             |
| 先代 マリア・フェルディナンダ・ディ・サッソニア                                            | トスカーナ大公妃 1824年6月18日 – 1832年3月24日 | 次代 マリア・アントニア・ディ・ボルボーネ＝ドゥエ・シチリエ |